# Есаян, Ашот Николаевич
Ашо́т Никола́евич Есая́н (арм. Աշոտ Կոլյայի Եսայան, род. 7 января 1951 года, Гюмри, Армянская ССР) — армянский политический деятель, министр труда и социального обеспечения в 1990—1995 годах.
- 1957—1967 — учился в средней школе им. Туманяна в Гюмри.
- 1968—1974 — окончил факультет права и законодательства Ереванского государственного университета.
- 1974—1987 — работал в министерстве труда и социального обеспечения АрССР;инспектор;старший инспектор.
- 1987—1990 — работал старшим рецензентом в отделе амнистии, затем как старший преподаватель в юридическом отделе АССР
- 1990—1995 — назначен министром труда и социального обеспечения Армении
- 1993 — по прямой инициативе А. Есаяна Армения стала членом Международной организации труда.
- 1993 — был сопредседателем «Фонда Приютов Армении»
- 1995—1997 — заместитель министра труда и социального обеспечения Армении
- 1997 — контролировал общественную организацию «Храпарак»
- 1998—1999 — контролировал программу борьбы с ниществом детей.
- 1999 — независимый эксперт в агентстве развития ООН,дал оценку социального статуса Армении в течение прошлых пяти лет.
- Ноябрь 1999 — председатель благотворительного фонда «SOS Детские Деревни»
- 21 февраля 2000 — указом премьер-министра был назначен заместителем министра труда и социального обеспечения.
- 17 июля 2000 — первый заместитель министра труда и социального обеспечения.
- 15 марта 1999 — награждён орденом советника правосудия II степени.